# Валентиниан I
Флавий Валентиниан (на латински: Flavius Valentinianus) е император на Западната римска империя от 364 до 375 година. Основател е на Валентиниановата династия. 
Още в началото на управлението си поверява източните провинции на брат си Валент, а сам се съсредоточава върху защитата на Рейнско-Дунавската граница – задача, изискваща голяма част от времето и енергията му. Смятан е за един от последните императори-пълководци и последния силен владетел на Запада, успял да поддържа военното превъзходство на Рим спрямо варварите. Скоро след смъртта му, Валент го губи в Битката при Адрианопол (378 г.)
Основен източник за живота на Валентиниан I e историкът Амиан Марцелин, негов съвременник и съратник.

## Живот до възцаряването му
Валентиниан е роден в Цибале, Панония, през около 321 година. Син е на известния римски пълководец от Панония Грациан Старши, започнал издигането си, като търговец на въжета.
Валентиниан следва военната кариера, отличава се във войните по времето на Констанций II и получава висок ранг като командир на тежката пехота (Scutarii) при Юлиан (последният езически римски император) и поелия управлението след неговата гибел в Персия Йовиан.
След смъртта им, Валентиниан е избран от войските и провъзгласен за император в град Никея, Витиния на 26 февруари 364 г.

## Вътрешна политика
Валентиниан I е непопулярен сред римските аристокрация, интелигенция и духовенство владетел, заради негативното си отношение към тях и към апетитите им за поземлена собственост, както и заради лошите си обноски и липсата у него на висока култура и образование. Амиан Марцелин му приписва тираничност и жестокост, твърдейки дори, че при чести си изблици на гняв, той изпитва удоволствие да хвърля арестанти в клетка заедно с освирепели мечки. Известно е, че той редовно прибягва до углавни обвинения в измяна, водещи до екзекуции и конфискации, чрез които финансира управлението си. 
За сметка на това, Валентиниан I вероятно е бил популярен сред повечето от останалите си поданици. Той увеличава данъците, но и полага усилия да облагодетелства простолюдието, подобрявайки здравеопазването в Рим и чрез закони, облекчаващи положението на най-бедните. Проявява и религиозна толерантност, която нарушава единствено по отношение на по-радикалните ереси, като манихейство и донатизъм. Освен това той намалява дворцовото разточителство, строго наказва своеволията на евнусите и се въздържа да фаворизира роднините си, макар че поставя Валент начело на Източната Римска империя, като своя съ-император. Последното прави и по настояване на войниците си да си намери по-скоро такъв, но вероятно и защото е убеден, че ще изпълнява волята му.

## Войни на Запад
От 365 до 367 г. германските племена алемани нахлуват в Галия, нанасяйки значителни щети на провинцията. Нашествениците няколко пъти пресичат Рейнската граница и завладяват Майнц, преди да бъдат накарани да се оттеглят. През 368 г. Валентиниан започва наказателна контраофанзива в земите на алеманите между Рейн и Дунав. С цената на големи усилия и загуби самият император разбива алеманите при Солициниум и навлиза на тяхна територия, след което сключва примирие през 371 година. Част от алеманите влизат в римската армия или са преселени в Северна Италия. Възстановени са римските укрепления по река Рейн, засегнати от варварите.
През зимата на 367 г. избухва въстание сред гарнизоните на Адриановия вал в провинция Британия, оглавен от военачалника Валентин, но е потушено от комит Теодосий (баща на бъдещия византийски император Теодосий I). После провинцията е опустошена от едновременно нахлуване на пиктите, скотите, франките и саксите. Историкът Амиан Марцелин дава на тези събития името „Великата конспирация“ (barbarica conspiratio), поради организираното взаимодействие между варварските сили. Положението става толкова критично, че на комита му отнема 2 години (367 – 369), за да възстанови реда в провинцията.
Пак от Флавий Теодосий в Северна Африка е потушен бунтът на Фирм; той който се бори и с местния корумпиран управител Роман през 373 г. Друг военен успех там е прекратяването предната година на набезите на берберите.
През 373 г. римляните търпят поражение от сарматите, в което губят 2 легиона. След 373 г. Валентиниан I воюва по река Дунав и защитава Панония от нахлуването на квадите – германско племе, населяващо земите на днешна Моравия и Словакия. Докато е в резиденцията си в Брегецио, Панония, той приема тяхна делегация. Разгневен от нахалството им, императорът получава спукване на кръвоносен съд в мозъка. В резултат на това, умира на 17 ноември 375 г.